# Pleurobema chattanoogaense
Pleurobema chattanoogaense är en musselart som först beskrevs av I. Lea 1858.  Pleurobema chattanoogaense ingår i släktet Pleurobema och familjen målarmusslor. IUCN kategoriserar arten globalt som akut hotad. Inga underarter finns listade i Catalogue of Life.